# Echsenbach
Echsenbach is een gemeente in de Oostenrijkse deelstaat Neder-Oostenrijk, gelegen in het district Zwettl (ZT). De gemeente heeft ongeveer 1.200 inwoners.

## Geografie
Echsenbach heeft een oppervlakte van 23,13 km². Het ligt in het noordoosten van het land, ten noordwesten van de hoofdstad Wenen en ten zuiden van Tsjechië.

Allentsteig · Altmelon · Arbesbach · Bad Traunstein · Bärnkopf · Echsenbach · Göpfritz an der Wild · Grafenschlag · Groß Gerungs · Großgöttfritz · Gutenbrunn · Kirchschlag · Kottes-Purk · Langschlag · Martinsberg · Ottenschlag · Pölla · Rappottenstein · Sallingberg · Schönbach · Schwarzenau · Schweiggers · Waldhausen · Zwettl
- Gemeinsame Normdatei: 4798886-1
- Virtual International Authority File: 242314975
- WorldCat: E39PBJwxPkHPjfg44pWjHD8grq